# تارو ایشیدا
تارو ایشیدا (انگلیسی: Tarō Ishida; ۱۶ مارس ۱۹۴۴ – ۲۱ سپتامبر ۲۰۱۳) بازیگر، و صداپیشه اهل ژاپن بود. وی بین سال‌های ۱۹۶۰ تا ۲۰۱۳ میلادی فعالیت می‌کرد.
از فیلم‌ها یا برنامه‌های تلویزیونی که وی در آن نقش داشته‌است می‌توان به عزیمتها، مشت ستاره شمالی اشاره کرد.